# La vie
La vie (A vida em português) é uma pintura do espanhol Pablo Picasso, concebida por este no ano de 1903.
O óleo sobre tela, está, atualmente, no Museu de Arte de Cleveland. A obra é considerada parte do período azul.
O homem retratado na pintura trata-se de Carlos Casagemas, amigo do artista, que cometeu suicídio em 1901. Sua morte é retratada em diversas obras do artista, tal como La mort de Casagemas (A morte de Casagemas).